# Râul Valea Măgarului
Râul Valea Măgarului este un curs de apă, afluent al râului Prahova. 